# 徳島県立埋蔵文化財総合センター
徳島県立 埋蔵文化財総合センター（とくしまけんりつ まいぞうぶんかざいそうごうセンター）は、徳島県板野郡板野町の板野町歴史文化公園にある埋蔵文化財センター。愛称は「レキシルとくしま」。

## 概要
1995年（平成7年）に徳島県の埋蔵文化財保護の拠点として設置された。常設展示室には県内の遺跡から出土した遺物が約1,600点展示されている。

### 開館時間
- 9:30〜17:00

### 休館日
- 月曜日、国民の祝日、年末年始（12月28日から翌年の1月4日までの日）

但し、ゴールデンウィーク中の5月3日・4日・5日と開館記念日である11月3日は、開館。
- 特別整理期間

## 文化財

### 重要文化財（国指定）
- 突線袈裟襷文銅鐸 徳島県徳島市国府町矢野遺跡出土（考古資料） - 1995年（平成7年）6月15日指定。
- 徳島県観音寺・敷地遺跡出土品（考古資料） - 内訳は以下。2015年（平成27年）9月4日指定。
  - 木簡 213点
  - 木器・木製品 292点
  - 土器・土製品 353点
  - 金属製品 43点
- 徳島県矢野遺跡出土品（考古資料） - 2019年（令和元年）7月23日指定。

### 徳島県指定文化財
- 有形文化財
  - 袈裟襷文銅鐸（三好市西祖谷山村榎鉾神社蔵）（考古資料） - 鉾神社所有、徳島県立埋蔵文化財総合センター保管。2006年（平成18年）5月2日指定。
  - 萩原一号墓出土品（考古資料） - 2006年（平成18年）5月2日指定。
  - 西山谷二号墓出土品（考古資料） - 2006年（平成18年）5月2日指定。
  - 蓮華谷古墳群（II）二号墓出土品（考古資料） - 2008年（平成20年）2月1日指定。
  - カネガ谷遺跡出土品 90点（考古資料） - 2008年（平成20年）2月1日指定。
  - 観音寺・敷地遺跡木簡と官衙関連出土品 6点（考古資料） - 2010年（平成22年）2月18日指定。2015年（平成27年）9月4日に一部指定解除。

## ギャラリー

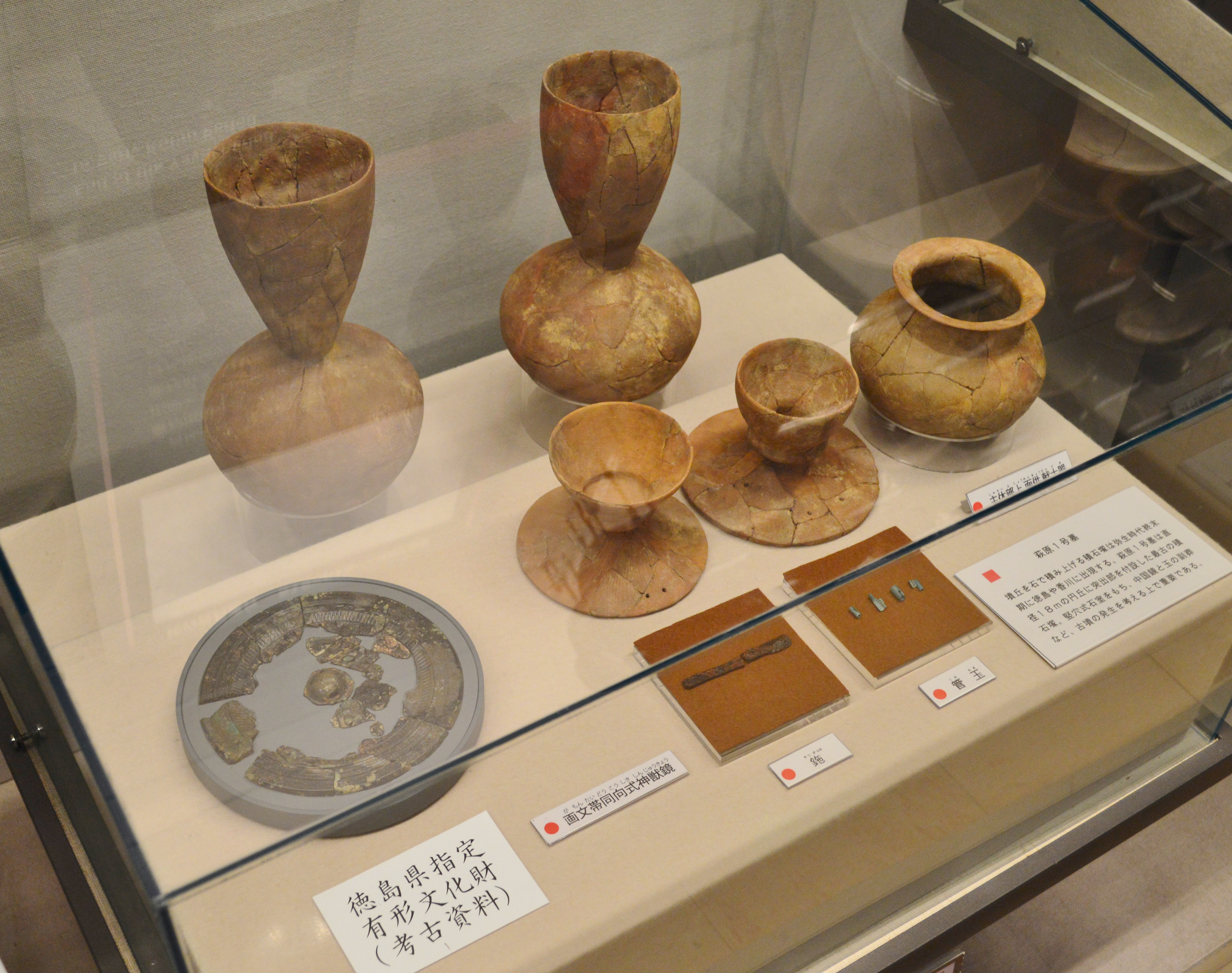
萩原1号墓出土品
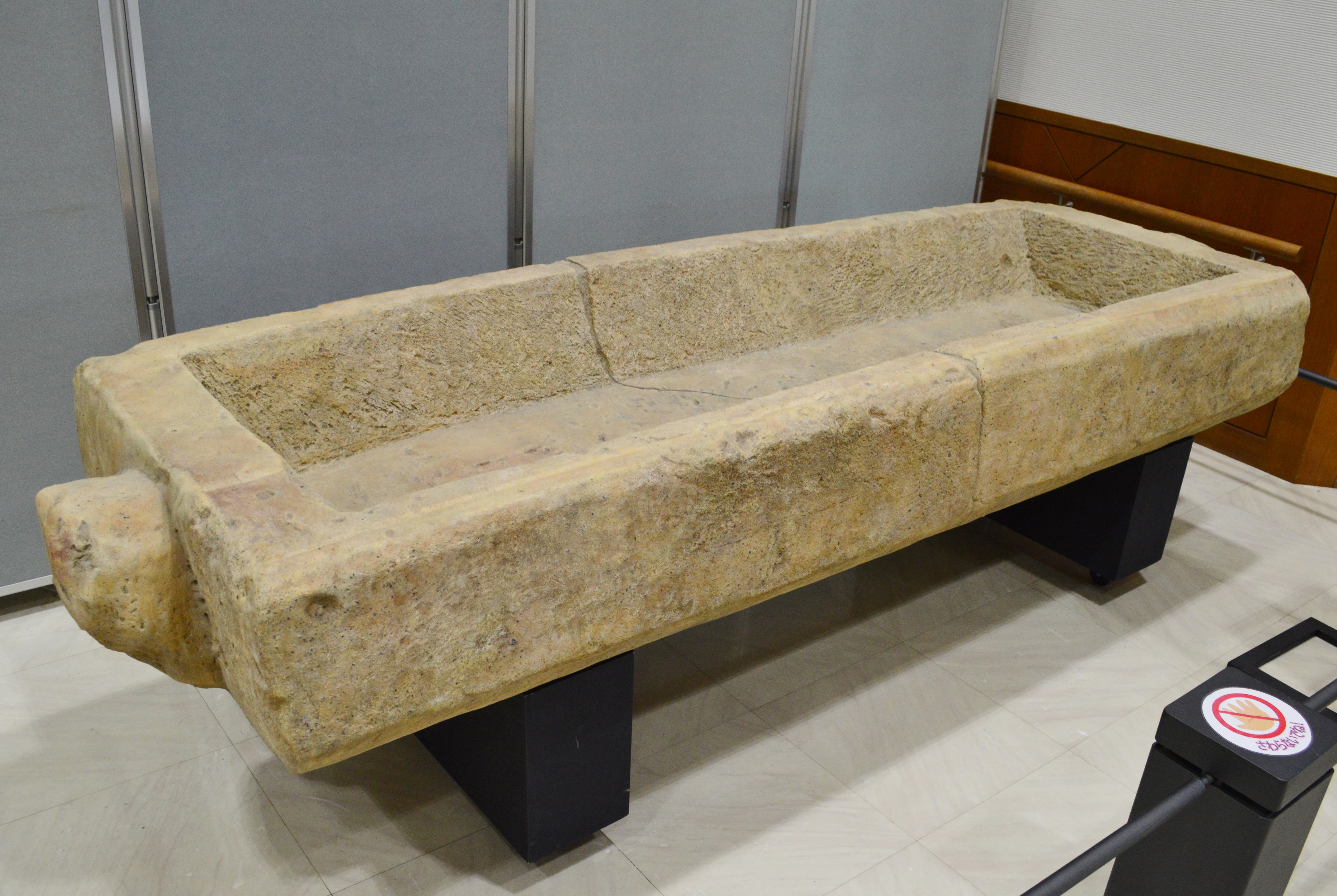
大代古墳出土 舟形石棺（複製）

## 交通
- JR板野駅から徒歩約20分。
- 徳島バス「鍛冶屋原線犬伏」下車から徒歩5分。
- 高松自動車道「板野インターチェンジ」から約5分。 徳島自動車道「藍住インターチェンジ」から約10分。